# Antonio Monreal
Antonio Monreal Rodríguez (nacido el 4 de abril de 1969), más conocido como Monreal, es un exfutbolista español. Monreal jugaba en la posición de defensa. Sus inicios en el mundo del fútbol se remontan a 1977 con tan solo ocho años de edad en los escalafones inferiores del Club Deportivo Málaga. Su vínculo al club malacitano aun así no comenzaba en aquellos años, sino mucho antes teniendo en cuenta que Antonio Monreal es hijo de José Luis Monreal, exjugador entre otros del Real Madrid o el Club Deportivo Málaga, donde también se convertiría en la década de los ochenta en entrenador; Una grave lesión obligaba la retirada de Antonio Monreal del mundo del fútbol profesional con tan solo treinta años. Muchos lo recordarán por su imponente físico y capacidad en el desplazamiento de balón.

## Clubes
| Club                    | País              | Año       |
| ----------------------- | ----------------- | --------- |
| Club Atlético Malagueño | Bandera de España | 1986-1989 |
| CD Málaga               | Bandera de España | 1989-1992 |
| Real Betis              | Bandera de España | 1992-1994 |
| CP Mérida               | Bandera de España | 1994-1998 |
| CD Ourense              | Bandera de España | 1998-1999 |
| Elche CF                | Bandera de España | 1999-2000 |